# Pyjama Party
Pour plus de détails, voir Fiche technique et Distribution.
Pyjama Party, ou Vengeance en pyjama au Québec (Sleepover) est un film américain réalisé par Joe Nussbaum (en) et sorti en 2004.

## Synopsis
Julie et Hannah sont des étudiantes inséparables du niveau secondaire. Mais quand l'été arrive, Hannah apprend qu'elle doit déménager et Julie décide d'organiser une soirée pyjama avec Hannah et ses copines, pour célébrer le début de l'été. Mais Stacy, la déesse de l'école réussit à les embarquer dans un jeu de piste obligeant Julie et ses copines à arrêter la soirée pyjama et à quitter la maison, sans avertir leurs parents. La bande de Julie et celle de Stacy décident de signer une sorte de pacte : le groupe qui gagne mangera à côté de la fontaine tous les midis, et la perdante mangera à côté du conteneur à ordures. Quelle bande l'emportera et Julie réussira-t-elle à conquérir le cœur de Steve ?

## Fiche technique
- Titres français : Pyjama Party ( France) et Vengeance en pyjama ( Québec)
- Titre original : Sleepover
- Réalisateur : Joe Nussbaum (en)

## Distribution
Légende : Version Québécoise = VQ
- Alexa Vega (VF : Céline Mauge ; VQ : Karine Vanasse) : Julie
- Mika Boorem (VF : Mélanie Laurent ; VQ : Aline Pinsonneault) : Hannah
- Jane Lynch (VQ : Claudine Chatel) : Gabby
- Sam Huntington (VQ : Hugolin Chevrette) : Ren
- Sara Paxton (VF : Laura Préjean ; VQ : Geneviève Désilets) : Stacie
- Brie Larson (VQ : Stéfanie Dolan) : Liz
- Scout Taylor-Compton (VF : Dorothée Pousséo ; VQ : Kim Jalabert) : Farrah
- Douglas Smith (VQ : Xavier Morin-Lefort) : Gregg
- Katija Pevec (VQ : Catherine Bonneau) : Molly
- Steve Carell (VF : Jacques Bouanich ; VQ : François Godin) : Sherman
- Jeff Garlin (VF: Sylvain Lemarié ; VQ : Guy Nadon) : Jay
- Sean Faris (VQ : Paul Sarrasin) : Steve
- Evan Peters (VF : Christophe Lemoine ; VQ : Martin Watier) : Russell
- Hunter Parrish (VQ : Guillaume Champoux) : Lance
- Thad Luckinbill (VQ : Joël Legendre) : Todd
- Kallie Flynn Childress (en) : Yancie